# Departament kontrwywiadu RBP
Departament kontrwywiadu Resortu Bezpieczeństwa Państwowego – wyspecjalizowana komórka organizacyjna RBP odpowiadająca za bezpieczeństwo wewnętrzne – kontrwywiad.

## Powstanie cywilnej służby kontrwywiadowczej w powojennej Polsce
Cywilna służba kontrwywiadowcza została utworzona 1 sierpnia 1944 roku w ramach struktur Resortu Bezpieczeństwa Publicznego. W jego ośmiu wydziałach realizowano różne zadania operacyjne. Właściwie funkcje kontrwywiadowcze pełnił jedynie Wydział I. Jego szczegółowe zadania zostały określone następująco:

(...) Organizuje się prace w kierunku wykrycia niemieckiej agentury, volksdeutschów i innych niemieckich sługusów. Werbuje wychowuje i utrzymuje łączność z agenturą w celu rozpracowania wrogiego elementu. Kieruje pracami miejskich i powiatowych urzędów, po linii walki z niemieckim szpiegostwem i volksdeutschami.

Schemat Resortu Bezpieczeństwa Publicznego: 
kierownik – gen. dyw. Stanisław Radkiewicz
sekretariat – płk Julian Konar
komendantura – Stefan Sobczak
- Departament Kontrwywiadu – dyrektor kpt./mjr/ppłk Roman Romkowski (1 sierpnia 1944 – 31 grudnia 1944)
- Wydział Personalny – dyrektor mjr Mikołaj Orechwa
- Wydział Ochrony Rządu – dyrektor płk Leon Andrzejewski
- Wydział Cenzury – dyrektor Michał Rossner
- Wydział Więzień i Obozów – dyrektor Teodor Duda
- Samodzielny Wydział Wywiadu – dyrektor płk Stefan Antosiewicz
- Wydział Finansowy – dyrektor płk Edward Kalecki
- Wydział Kartotek
- Wydział Łączności i Techniki Operacyjnej
- Wydział Zaopatrzenia
- Wydział Kadr[1].